# Дрво (материјал)
Дрво је природни материјал, настао од дрвенастих биљака, односно дрвета, као биљке. Спада у природна чврста обновљива горива, односно у природне грађевинске материјале.
Појам дрво, у свакодневном говору, означава тврдо ткиво надземне стабљике (стабло, гране и гранчице) дрвећа и грмова. У ботаничком смислу, дрво се дефинише као секундарни ксилем настао од камбија код биљака семеница. По тој дефиницији, одрвенело ткиво палми и других виших биљака није дрво у ужем смислу речи. Као један од показатеља, и овдје је складиштење лигнина у ћелијским зидовима. Стога је такођер могућа и једна шира дефиниција дрвета као лигнифицираног (одрвенелог) биљног ткива.f
У културно-историјском аспекту, дрвеће се убраја међу најстарије кориштене биљке. Дрво се може употребити на веома много начина, а осим тога оно је и обновљива сировина, тако да се убраја међу најважније биљне производе, као сировина за даљњу прераду и као обновљиви извор енергије. Предмети и грађевине од дрвета (попут штитова, лукова, дрвеног угља, прагова за жељезничке пруге, дрвених бродова, потпорних стубова, тврђава) као и уопштено индустрија дрвета, били су и још увек јесу део људске цивилизације и историје културе.
Крчење шума (дефорестација) у обалним подручјима Средоземног мора била је један од највећих захвата за човека у неком екосистему. То крчење шума било је први корак ка урбаном насељавању, до тада, густо пошумљене Европе. Према проценама на Земљи расте око 434 милијарде кубних метара дрвета, од чега је око 47% комерцијално искористиво. Као веома распрострањени, угљенично-неутрални обновљиви извор, дрвени материјали су од огромног интереса као извор обновљиве енергије. Процењује се да је 1991. посечено око 3,5 кубних километара дрвета.

## Историја употребе
Дрво је најстарији грађевински материјал из простог разлога што је помоћу њега могуће направити једноставне грађевине са врло мало алата или чак и без њега. Стога су људи, када су почели да се баве градњом, прво употребили дрво за прављење једноставних колиба или конструкције шатора. Развојем људског друштва и унапређењем алатки, дрво је почело да се користи за сложеније конструкције, а и данас је незаменљив грађевински материјал.

## Настанак
Дрво настаје од камбија, ткива које се развија између сржи и коре (путем секундарног задебљања).
При деоби ћелија камбија настају две, од којих једна задржава способност даљњег дељења односно до нове иницијалне ћелије. Друга ћелија постаје стална (трајна) ћелија која се може још једном или неколико пута делити. Од ћелија које се касније издиференцирају у проводно, складишно и потпорно ткиво према унутрашњости настаје дрво (секундарни ксилем). Споља настаје флоем, који гради унутрашњу кору, а касније из њега настаје фелоген тј. кора. Производња ксилемских ћелија престиже производњу флоемских ћелија неколико пута, тако да се удео коре у дрвету креће од 5 до 15%.
У умереним географским ширинама, под климатским утицајем могу се посматрати четири фазе раста:
- фаза мировања (од новембра до фебруара на северној хемисфери);
- фаза „мобилизирања“ (март, април)
- фаза раста (од маја до јула): ћелије дрвета које настају у ово годишње доба су прилично луминозне, танких зидова и светлијих нијанси те сачињавају такозвано „рано дрво“;
- фаза складиштења (од аугуста до новембра): ћелије дрвета које настају у ово доба године су мање, дебљих зидова и тамнијих нијанси те сачињавају „јесење дрво“ („касно дрво“).

Овим цикличким понашањем раста настају познати годови или „годишњи прстенови“, који су лако уочљиви у попречном пресеку стабла.

## Хемијски састав
Хемијски састав дрвета варира од врсте до врсте, али се просечно може узети да има око 50% угљеника, 42% кисеоника, 6% водоника, 1% азота и 1% других елемената (углавном калцијум, калијум, натријум, магнезијум, гвожђе и манган), рачунајући по масеном односу. У мањим количинама у дрвету има и сумпора, хлора, силицијума и фосфора, као и многих других елемената у траговима.
Осим воде, дрво садржи три основне компоненте. Целулоза, кристални полимер изведен из глукозе чини од 41 до 43% масе дрвета. Следећа по уделу је хемицелулоза, која чини 20% састава листопадних, али и готово 30% четинарских стабала. То су углавном петокарбонски шећери који су спојени на неправилан начин, за разлику од целулозе. Лигнин је трећа компонента дрвета којег има око 27% у зимзеленом и 23% у листопадном дрвећу. Лигнин даје хидрофобне особине дрвету рефлектујући чињеницу да је заснован на ароматским угљениковим прстеновима. Све три компоненте дрвета се међусобно испреплићу, а директна ковалентна веза постоји између лигнина и хемицелулозе. Основни фокус индустрије папира је одвајање лигнина од целулозе, од које се даље производи папир.
У хемијском аспекту, разлика између меког и тврдог дрвета огледа се у саставу његовог састојка лигнина. Лигнин у тврдом дрвету углавном је изведен из синапил- и кониферил-алкохола. Лигнин у меком дрвету је претежно изведен из кониферил-алкохола.

### Екстракти
Поред лигноцелулозе, дрво се састоји из разних органских једињења мале молекуларне масе званих екстракти. Екстракти дрвета су масне киселине, смолне киселине, воскови и терпени. На пример, колофол се издваја из зимзеленог дрвета као заштита од инсеката. Издвајањем ових органских материјала из дрвета добијају се терпентини, борова уља и смоле.

## Зимзелено дрво
Према времену развитка током процеса еволуције, зимзелена дрвећа су старија од листопадних, али имају знатно једноставнију анатомску изградњу ћелије од њих и поседују само две врсте ћелија.
- трахеиде: издужене цевасте ћелије, које се на крајевима завршавају шпицасто, испуњене су само ваздухом или водом. Оне обједињавају функције потпоре и провођења те у дрвету учествују са уделом од 90% до 100%. Преко тзв. јама одвија се размена течности између ћелија. У дрвенастим зракама такозване попречне трахеиде омогућавају транспорт воде и храњивих материја у радијалним правцима. Оне имају удео од 4% до 12% у укупној супстанци дрвета.
- ћелије паренхима: у уздужном пресеку већином су трапезасте ћелије, које преузимају провођење храњивих супстанци као и складиштење скроба и масти. У радијалним правцима оне граде паренхим дрвестастих „зрака“ и већину њених ткива. Паренхимске ћелије које окружују смолне канале фунгирају као ћелије епитела и производе смолу, која се излива у смолне канале.

- Зимзелено
- Дрво смрче
- Боровина
- Фурнир од дрвета трешње
- Палисандровина

## Листопадно дрво
Према времену развитка, млађе ткиво листопадног дрвећа је знатно више диференцирано од зимзеленог дрвећа. Оно се може поделити на три функционалне групе.
- проводно ткиво: проводни судови, вазицентричне трахеиде и друге.
- потпорно ткиво: влакнасте трахеиде и дрвенаста (либриформна) влакна
- складишно ткиво: ћелије парнехима у дрвенастим зракама, дугачке паренхимске ћелије, ћелије епитела.

Карактеристично за листопадно дрво су наведени проводни судови којих нема код зимзеленог дрвећа. Они се могу често видети и голим оком у виду малих пора у попречном пресеку дрвета или удубљења у тангенцијалном пресеку.

## Особине
Дрво је захвалан материјал пре свега зато што се може вишеструко користити, а рушење грађевина од дрвета се своди на њихово растављање. Носивост дрвета је велика, а савремена технологија омогућава прављење некада незамисливих дрвених носача од тзв. „лепљеног ламелираног дрвета“, код кога се танке даске међусобно спајају помоћу посебних лепила под пресом.
Дрво је отпорно на разне утицаје и, наизглед парадоксално, дрвени делови конструкције отпорнији су на ватру од челичних еквивалената. Слободностојећи дрвени носач под утицајем ватре огорева на око 2cm од свог првобитног пресека, а онда престаје да гори.
Најпогубнији спољни утицај на дрво је влага, те је за дрвене грађевине заштита од влаге и воде најважнији чинилац у пројектовању, градњи и коришћењу. Под утицајем влаге дрво трули и губи на чврстоћи.

### Хигроскопске
Хигроскопске особине дрвета, тј. његова тенденција да у себе упије влагу из околине, такође делује и на његову слабу стабилност у погледу димензија при условима у којима се мења влажност околине. Влага у дрвету изједначава се постепено са климом околине. Промене у влажности околине испод распона засићења влакана (у зависности од врсте дрвета од 25% до 35% влаге у дрвету) одражавају се на промене облика дрвета (бубрење, искривљавање, скупљање). Неке врсте дрвета као на пример тиково дрво због складиштења хидрофобних супстанци у себи има врло ниску разлику у промени масе при промени влажности околине. Постоје одређене техничке методе за смањење хигроскопности дрвета, попут модификације.

### Топлотне
Због своје порозности, дрво је веома лош проводник топлоте па је зато погодан као топлотна заштита. Дрво смрче има специфичну топлотну проводљивост од око 0,13 W/(m·K), док на пример бетон има просечно од 1,28 до 1,7 W/(m·K). Она код иверице је још мања и износи 0,10 W/(m·K). Изолацијске плоче направљене од меких дрвених влакана могу достићи и нижу проводљивост топлоте до 0,04 W/(m·K). Проводљивост топлоте расте повећањем влажности дрвета и сировом густином материјала. Специфични топлотни капацитет тј. количина топлоте неопходне да се један kg материјала загрије за један степен , за дрво износи 0,472 Wh/(kg·K) што је готово двоструко више од бетона (0,244 Wh/(kg·K). Ширење при загријавању код дрвета може бити лоша особина у пракси, јер се превише компензира скупљањем при сушењу.
Топлотно распадање дрвета дешава се на температурама изнад 105°C, а од 200°C оно се веома убрзава и врхунац достиже при 275°C. Термичко распадање дрвета може се одвијати и на нижим температурама испод 100°C током дужег излагања. Тачка паљења дрвета износи између 200 и 275°C. Међутим, у одсуству зрака долази до пиролизе дрвета. Средњоевропске врсте комерцијалног дрвета имају обично садржај влаге од око 20%, а топлотну вриједност при сагоријевању између 3,9 и 4,0 kWh/kg.

### Еластомеханичке
Такозвана густина дрвене сировине варира у зависности од влаге у дрвету. При уделу влаге у дрвету од 12% (нормална влажност у загрејаним просторијама) густина сировине у зависности од врсте дрвета креће се од 200 kg/m³ до 1200 kg/m³. Свеже оборено дрво показује још више вредности. Тако на пример густина свеже обореног дрвета храста износи око 1000 kg/m³, док у осушеном стању (при влажности од 12%) износи 670 kg/m³. Густина дрвене сировине вреди за кључни показатељ за већину техничких особина дрвета, са којима је у корелацији. Мерење густине се често користи за проверу квалитета дрвета (на пример резистограф). За разлику од густине сировине такозвана чиста густина осушеног, одрвенелог ћелијског зида не зависи од врсте дрвета а износи 1,5 g/cm³.
Дрво је вискозно-еластична сировина, па се његове еластомеханичке особине мењају током времена. Стога трајање оптерећења на њега мора узети у прорачун као једна врста утицаја спољних сила, како статичких тако и динамичких. Поред густине и смера оптерећења на еластомеханичке особине дрвета утиче и његова структура, историја раста и влажност. При прорачунима је важно знати да се густина и еластомеханичке особине појединих врста дрвета могу знатно разликовати са природном варијанцом од 10 до 22%. Међу свим коефицијентима чврстоће, највећа вредност је код отпорности на извлачење дрвета, док је његова чврстоћа под притиском око 50% од вредности отпорности на извлачење, а отпорност на закретање око 10% од те вредности. На пример отпорност на извлачење код обичног челика (370 N/mm²; 7800 kg/m³) је око пет до шест пута већа од дрвета (~80 N/mm²; 450 kg/m³), али је дрво око 16 пута лакше од челика. (Овдје наведене вредности коефицијената чврстоће односе се на оптерећења уздуж влакана). Из свега наведеног, произилази да дрво има врло погодан однос између чврстоће и тежине.

### Оптичке
Боја и структура дрвета у многим видовима употребе је од естетског значаја. Превелика разгранатост и неправилан распоред боја сматрају се грешкама у дрвету. Осим тога, деловањем ултраљубичастог свјетла дрво полако тамни. Током дужег периода излагања УВ зрацима, на дрвету се могу приметити оштећења на површини. При томе најчешће денатурира лигнин и распада се а у случају директног деловања атмосферских прилика (падавина, кише, снијега) он се испира из дрвета. Након тога, површина дрвета постаје прљаво-сива. Уколико је дрво заштићено од падавина, УВ зраци постепено дају дрвету бледу сребрено-белу боју. Деловање сунчевог светла ограничено је на површину дрвета. Оно се може ублажити бојењем дрвене површине лаковима и бојама које садрже одређене пигменте.

### Звучне
Брзина звука у дрвету, мерено паралелно дрвеним влакнима, достиже вредности од 4000 до 6000 m/s, док мерено попречно смеру пружања влакана од 400 до 2000 m/s. На брзину звука у дрвету утичу његова густина, еластичност, дужина влакана, угао између влакана, влага, кврге и шупљине и слично. Због добрих звучних особина, дрво се често користи за израду разних музичких инструмената. Осим тога, као материјал оно је погодно и за звучне изолације. Иверица са густином од 15 до 20 kg/m² достиже звучну изолацију од 24 до 26 dB.

### Биолошке
Дрво је биолошки материјал те је биоразградиво. Међутим, такође је осетљиво на нападе биотичких штеточина. Њега често нападају разне врсте инсеката, бактерија и гљивица, које полако уништавају његову супстанцу. Гљивице нападају дрво када је његова влажност око 20%. Неке гљиве попут аскомицета (гљива мешинарки) и неправих гљива (Deuteromycetes) делују само на површинску промену боје на дрвету, док гљиве стапчарке (Basidiomycota) разграђују супстанцу дрвета и узрокују његово труљење. Бактерије које изазивају труљење дрвета делују само при условима високе влажности, а нарочито на местима где је дрво у контакту са земљиштем. Ларве инсеката које уништавају дрво могу га нападати и при малом уделу влаге. Отпорнија срж дрвета много спорије се биотички разграђује. Негова отпорност се дели на класе отпорности од 1 до 5 према одговарајућим нормама и стандардима (нпр. DIN EN 350-2). Биотичко распадање дрвета може се смањити или спречити одговарајућом заштитом.
Врло мало је познато о бактеријама које деградирају целулозу. Симбиотска бактерија у ксилофагима може играти одређену улогу у деградацију дрвета под водом, док су бактерије попут Alphaproteobacteria, Flavobacteria, Actinobacteria, Clostridia и Bacteroidetes откривене у дрвету које је годинама било потопљено у води.

## Употреба

### Историјска
Дрво се употребљава најмање од старијег каменог доба за добијање енергије (ватре), као материјал за израду оруђа и као грађевински материјал. Постоје индиције да се оно користило и пре тог доба, када су други примати користили дрво за прављење гнезда, за бацање (одбрану) или гурање.
Дрво се убраја у одрживе сировине односно изворе енергије у толикој мери да потрошена количина не прелази количину која може нарасти у исто време. Лакоћа обраде и с тим повезана ниска потреба за енергијом при његовој производњи и обради, играју врло важну улогу код еколошке оцене. У екобилансима производи од дрвета заузимају важно место.
Дрво се прерађује у разне производе, на пример као фурнир, иверица, даске, стубове и друге дрвене прерађевине. Даске и фурнир се суше и касније кондиционирају на одређену количину влаге у различите сврхе. Данас се тај процес врши готово у потпуности у индустријским процесима сушења.

### Употреба у грађевинарству
Дрво је било и остало веома важан материјал у грађевинарству, још из периода првих људских скровишта, кућа и бродова. Готово сви бродови били су направљени од дрвета све до краја 19. века, али и данас је остало врло важна сировина у бродоградњи. У ове сврхе нарочито много се користи дрво бреста, јер је врло отпорно на пропадање све док је влажно. Оно се пре појаве модерних водоводних цеви користило за цевни транспорт воде.
У Северној Америци, дрво које се обично користи у грађевинарству назива се енгл. lumber. У енглеском говорном подручју тај појам обично означава оборена, пала стабла, док се појмом енгл. timber означавају испиљене даске спремне за кориштење. У средњовековној Европи, највише се употребљавало храстово дрво за све дрвене конструкције, укључујући зидове, врата, подове и греде. Данас се користи врло широка палета дрвених производа, почев од масивно израђеног намјештаја, врата и других.
И данас се у многим земљама света куће често праве са дрвеном конструкцијом. Производи од дрвета чине велики део грађевинске индустрије. Осим приватних (стамбених), оно се користи и у комерцијалним (пословним) зградама као структурни и естетски материјал. У зградама од других материјала, дрво још увек налази примену као помоћни материјал, нарочито у кровним конструкцијама, унутрашњој столарији и њеним оквирима. Такође, дрво се углавном користи и за прављење оквира при бетонирању.
Дрво се може користити делимично или потпуно обрађено. Делимично обрађено је погодно само за привремене грађевине, јер се разне штеточине могу населити у дрвене делове грађевине уколико са њих није одстрањена кора. Пруће се у народу доста користило за прављење прошћа (ограда). Обрађено дрво у облику греда, талпи, дасака, стубова или облица користи се за израду трајних конструкција.
У грађевинарству се дрво може користити за све делове зграде: за темеље (код сојеница или за дрвене шипове), за зидове (код брвнара), за стубове, греде итд. Као кровни покривач користи се у виду шиндре.
У грађевинским конструкцијама дрво се дели на две класе: тврдо и меко дрво. У прву класу спадају лишћари: храст, буква, цер, граница итд, а у другу углавном четинари: јела, смрча, ариш, бор, али и топола. Меко дрво је мање носивости, али је и лакше за обраду и превоз од тврдог дрвета, те се због тога чешће користи.

### Огрев
Дрво у чистом облику може се без потешкоћа одложити путем компостирања или сагоревања, уз истовремено добијање енергије. Дрво за огрев је као одржива сировина показало изузетно добар екобиланс, јер се може циклично узгајати и трошити. Искориштени дрвени производи и отпадно дрво све више се користе за огрев и сировина у електранама за производњу енергије на бази биомасе. Таква енергија се сматра неутралном из аспекта испуштања . У мање развијеним земљама дрво се и данас доста користи као енергент за загревање просторија. Развитком аутоматских уређаја за сагоријевање на бази дрвеног пелета, дрво као енергент се показало не само економично, него и погодно у те сврхе на истом нивоу као и лож-уље или гас. На пример у Немачкој се 2006. године око 2% примарне енергије добијало на тај начин, што се у смислу недостатка субвенција може сматрати економским успехом. Према подацима за 2014. у Босни и Херцеговини је продато и потрошено 1,251 милиона m³ огревног дрвета. Према ранијим студијама, процењује се да је просечни прираст дрвене масе у шумама на подручју југоисточне Европе износио око 7 m³/ha. Новији подаци наводе да годишњи (запремински) прираст дрвне масе у шумама у БиХ износи око 7,94 милиона m³.
Други начин рециклирања дрвета је високотемпературна пиролиза. Помоћу овог метода из дрвета и других органских супстанци могу се добити разне хемијске сировине које замјењују фосилна горива. Ова метода истовремено представља искористивост дрвета и других обновљивих сировина, јер ће нестанком фосилних горива она све више добијати на важности. У процесу рециклирања дрво има шифру 50 (скраћеница: FOR).

### Спортска опрема
Многе врсте спортске опреме начињене су од дрвета или су у прошлости биле начињене од њега. На пример, палице за крикет су обично направљене од дрвета беле врбе (Salix alba). Палице за бејзбол које се по правилу користе у МЛБ лиги често се праве од дрвета пекана (Carya) или јасена, док се однедавно почеле производити и од дрвета јавора, иако је такво дрво донекле ломљиво. Традиционално, паркет у старијим дворанама где се одржавају НБА утакмице обично је дрвени.
Такође, многе друге врсте спортске и рекреацијске опреме, попут скија, хокејашких штапова, штапова за лакрос или стреличарских лукова обично су у прошлости били израђивани од дрвета, али су од тада замењени модернијим материјалима попут алуминијума, фибергласа, карбонских влакана, титанијума и композитних материјала. Један значајнији пример овог тренда су палице за голф чији се врх традиционално израђивао од дрвета јапанске јабуке, док се данас обично прави од синтетичких материјала.

### Употреба у другим привредним гранама
Осим у грађевинарству, у коме се користи и као конструктивни, али и као завршни материјал (ламперија, паркет, бродски под итд.), дрво или полупроизводи од дрвета као што је медијапан, користи се и у индустрији намештаја као и у другим разним индустријама: индустрији папира, хране, посуђа, текстила, ђубрива, и тако даље.

## Екологија
Једна од најважнијих особина дрвета у свим подручјима његове примене је његова природна разградивост. Скоро сви производи од дрвета се могу поново прерадити или искористити као гориво, а ако не могу, онда ће под дејством влаге, инсеката, гљивица и бактерија сатрунути у природи.